# Campeonato Mundial de Patinação Artística no Gelo de 2011
O Campeonato Mundial de Patinação Artística no Gelo de 2011 foi a centésima primeira edição do Campeonato Mundial de Patinação Artística no Gelo, um evento anual de patinação artística no gelo organizado pela União Internacional de Patinação (em inglês:  International Skating Union) onde os patinadores artísticos competem pelo título de campeão mundial. A competição inicialmente estava marcado para acontecer entre os dias 21 de março e 27 de março, na cidade de Tóquio, Japão,  no Yoyogi National Gymnasium. Porém, devido ao sismo e tsunami ocorrido na região de Sendai no dia 13 de março, a competição foi cancelada.
Posteriormente a ISU anunciou que como nova sede a cidade de Moscou, e que a competição ocorreria entre os dias 24 de abril e 1 de maio.

## Eventos
- Individual masculino
- Individual feminino
- Duplas
- Dança no gelo

## Medalhistas
| Evento                        | Ouro                                         | Prata                                       | Bronze                                           |
| Individual masculino detalhes | Patrick Chan · Canadá                        | Takahiko Kozuka · Japão                     | Artur Gachinski · Rússia                         |
| Individual feminino detalhes  | Miki Ando · Japão                            | Yuna Kim · Coreia do Sul                    | Carolina Kostner · Itália                        |
| Duplas detalhes               | Aliona Savchenko · Robin Szolkowy · Alemanha | Tatiana Volosozhar · Maxim Trankov · Rússia | Pang Qing · Tong Jian · China                    |
| Dança no gelo detalhes        | Meryl Davis · Charlie White · Estados Unidos | Tessa Virtue · Scott Moir · Canadá          | Maia Shibutani · Alex Shibutani · Estados Unidos |

## Resultados

### Individual masculino
| Pos.                                                  | Nome                 | Nacionalidade    | Pontos | RP          | PC         | PL          |
| ----------------------------------------------------- | -------------------- | ---------------- | ------ | ----------- | ---------- | ----------- |
| Medalha de ouro                                       | Patrick Chan         | Canadá           | 280.98 | —           | 93.02 (1)  | 187.96 (1)  |
| Medalha de prata                                      | Takahiko Kozuka      | Japão            | 258.41 | 165.00 (1)  | 77.62 (6)  | 180.79 (2)  |
| Medalha de bronze                                     | Artur Gachinski      | Rússia           | 241.74 | —           | 78.34 (4)  | 163.52 (3)  |
| 4                                                     | Michal Březina       | República Tcheca | 233.61 | 130.87 (3)  | 77.50 (7)  | 156.11 (5)  |
| 5                                                     | Daisuke Takahashi    | Japão            | 232.97 | —           | 80.25 (3)  | 152.72 (6)  |
| 6                                                     | Nobunari Oda         | Japão            | 232.97 | —           | 81.81 (2)  | 150.69 (9)  |
| 7                                                     | Florent Amodio       | França           | 229.68 | —           | 77.64 (5)  | 152.04 (7)  |
| 8                                                     | Brian Joubert        | França           | 227.67 | —           | 71.29 (9)  | 156.38 (4)  |
| 9                                                     | Richard Dornbush     | Estados Unidos   | 222.42 | —           | 70.54 (11) | 151.88 (8)  |
| 10                                                    | Javier Fernández     | Espanha          | 218.26 | —           | 69.16 (14) | 149.10 (10) |
| 11                                                    | Ross Miner           | Estados Unidos   | 217.93 | —           | 70.40 (13) | 147.53 (11) |
| 12                                                    | Tomáš Verner         | República Tcheca | 216.87 | —           | 75.94 (8)  | 140.93 (13) |
| 13                                                    | Ryan Bradley         | Estados Unidos   | 212.71 | —           | 70.45 (12) | 142.26 (12) |
| 14                                                    | Denis Ten            | Cazaquistão      | 209.99 | —           | 71.00 (10) | 138.99 (14) |
| 15                                                    | Peter Liebers        | Alemanha         | 205.59 | 129.89 (4)  | 67.73 (16) | 137.86 (15) |
| 16                                                    | Anton Kovalevski     | Ucrânia          | 201.64 | —           | 65.16 (17) | 136.48 (16) |
| 17                                                    | Kevin van der Perren | Bélgica          | 197.10 | —           | 68.34 (15) | 128.76 (18) |
| 18                                                    | Samuel Contesti      | Itália           | 196.40 | —           | 64.59 (18) | 131.81 (17) |
| 19                                                    | Jorik Hendrickx      | Bélgica          | 188.24 | 109.59 (10) | 60.74 (22) | 127.50 (19) |
| 20                                                    | Kevin Reynolds       | Canadá           | 187.23 | —           | 64.36 (19) | 122.87 (21) |
| 21                                                    | Paolo Bacchini       | Itália           | 183.13 | 122.29 (6)  | 58.96 (23) | 124.17 (20) |
| 22                                                    | Song Nan             | China            | 176.09 | —           | 63.78 (20) | 112.31 (23) |
| 23                                                    | Kim Lucine           | Mônaco           | 171.93 | 117.78 (8)  | 58.81 (24) | 113.12 (22) |
| 24                                                    | Joey Russell         | Canadá           | 168.73 | 118.37 (7)  | 61.69 (21) | 107.04 (24) |
| Não avançaram para a patinação livre / programa longo |                      |                  |        |             |            |             |
| 25                                                    | Adrian Schultheiss   | Suécia           | 58.41  | —           | 58.41 (25) |             |
| 26                                                    | Viktor Pfeifer       | Áustria          | 56.68  | 123.22 (5)  | 56.68 (26) |             |
| 27                                                    | Kim Min-Seok         | Coreia do Sul    | 56.19  | 98.67 (12)  | 56.19 (27) |             |
| 28                                                    | Alexander Majorov    | Suécia           | 54.24  | 136.64 (2)  | 54.24 (28) |             |
| 29                                                    | Maxim Shipov         | Israel           | 50.10  | 116.42 (9)  | 50.10 (29) |             |
| 30                                                    | Misha Ge             | Uzbequistão      | 49.61  | 109.39 (11) | 49.61 (30) |             |
| Não avançaram para o programa curto                   |                      |                  |        |             |            |             |
| 31                                                    | Mark Webster         | Austrália        | —      | 95.84 (13)  |            |             |
| 32                                                    | Justus Strid         | Dinamarca        | —      | 95.16 (14)  |            |             |
| 33                                                    | David Richardson     | Reino Unido      | —      | 93.20 (15)  |            |             |
| 34                                                    | Tigran Vardanjan     | Hungria          | —      | 91.16 (16)  |            |             |
| 35                                                    | Mikael Redin         | Suíça            | —      | 90.79 (17)  |            |             |
| 36                                                    | Kutay Eryoldas       | Turquia          | —      | 86.60 (18)  |            |             |
| 37                                                    | Stephen Li-Chung Kuo | Taipé Chinesa    | —      | 85.71 (19)  |            |             |
| 38                                                    | Bela Papp            | Finlândia        | —      | 83.47 (20)  |            |             |
| 39                                                    | Harry Hau Yin Lee    | Hong Kong        | —      | 82.39 (21)  |            |             |
| 40                                                    | Vitali Luchanok      | Bielorrússia     | —      | 81.51 (22)  |            |             |
| 41                                                    | Sarkis Hayrapetyan   | Armênia          | —      | 77.25 (23)  |            |             |
| 42                                                    | Georgi Kenchadze     | Bulgária         | —      | 73.72 (24)  |            |             |

### Individual feminino
| Pos.                                                | Nome                 | Nacionalidade  | Pontos | RP         | PC         | PL          |
| --------------------------------------------------- | -------------------- | -------------- | ------ | ---------- | ---------- | ----------- |
| Medalha de ouro                                     | Miki Ando            | Japão          | 195.79 | —          | 65.58 (2)  | 130.21 (1)  |
| Medalha de prata                                    | Yuna Kim             | Coreia do Sul  | 194.50 | —          | 65.91 (1)  | 128.59 (2)  |
| Medalha de bronze                                   | Carolina Kostner     | Itália         | 184.68 | —          | (6)\|pat=  | 124.93 (3)  |
| 4                                                   | Alena Leonova        | Rússia         | 183.92 | —          | 59.75 (5)  | 124.17 (4)  |
| 5                                                   | Alissa Czisny        | Estados Unidos | 182.25 | —          | 61.47 (4)  | 120.78 (5)  |
| 6                                                   | Mao Asada            | Japão          | 172.79 | —          | 58.66 (7)  | 114.13 (6)  |
| 7                                                   | Ksenia Makarova      | Rússia         | 167.22 | —          | 61.62 (3)  | 105.60 (9)  |
| 8                                                   | Kanako Murakami      | Japão          | 167.10 | —          | 54.86 (10) | 112.24 (7)  |
| 9                                                   | Kiira Korpi          | Finlândia      | 164.80 | —          | 55.09 (9)  | 109.71 (8)  |
| 10                                                  | Elene Gedevanishvili | Geórgia        | 156.24 | —          | 51.61 (15) | 104.63 (10) |
| 11                                                  | Sarah Hecken         | Alemanha       | 155.83 | —          | 52.73 (12) | 103.10 (11) |
| 12                                                  | Rachael Flatt        | Estados Unidos | 154.61 | —          | 57.22 (8)  | 97.39 (14)  |
| 13                                                  | Cynthia Phaneuf      | Canadá         | 152.78 | —          | 52.62 (13) | 100.16 (12) |
| 14                                                  | Maé Bérénice Méité   | França         | 150.44 | 98.88 (1)  | 53.26 (11) | 97.18 (15)  |
| 15                                                  | Joshi Helgesson      | Suécia         | 149.08 | 91.70 (2)  | 50.25 (16) | 98.83 (13)  |
| 16                                                  | Amélie Lacoste       | Canadá         | 144.76 | 87.04 (5)  | 51.98 (14) | 92.78 (18)  |
| 17                                                  | Viktoria Helgesson   | Suécia         | 142.52 | —          | 45.40 (24) | 97.12 (16)  |
| 18                                                  | Bingwa Geng          | China          | 140.78 | —          | 47.89 (19) | 92.89 (17)  |
| 19                                                  | Ira Vannut           | Bélgica        | 138.28 | 90.29 (4)  | 49.23 (17) | 89.05 (20)  |
| 20                                                  | Juulia Turkkila      | Finlândia      | 136.68 | 86.49 (6)  | 45.70 (22) | 90.98 (19)  |
| 21                                                  | Cheltzie Lee         | Austrália      | 133.65 | —          | 48.20 (18) | 85.45 (21)  |
| 22                                                  | Elena Glebova        | Estônia        | 124.78 | 76.13 (9)  | 46.28 (20) | 78.50 (22)  |
| 23                                                  | Irina Movchan        | Ucrânia        | 123.15 | 75.96 (10) | 45.68 (23) | 77.47 (23)  |
| 24                                                  | Jenna McCorkell      | Reino Unido    | 121.76 | —          | 45.99 (21) | 75.77 (24)  |
| Não avançaram para patinação livre / programa longo |                      |                |        |            |            |             |
| 25                                                  | Sonia Lafuente       | Espanha        | 44.59  | 91.17 (3)  | 44.59 (25) |             |
| 26                                                  | Karina Johnson       | Dinamarca      | 42.19  | 78.52 (7)  | 42.19 (26) |             |
| 27                                                  | Bettina Heim         | Suíça          | 37.23  | 72.74 (12) | 37.23 (27) |             |
| 28                                                  | Daša Grm             | Eslovênia      | 36.63  | 77.42 (8)  | 36.63 (28) |             |
| 29                                                  | Belinda Schönberger  | Áustria        | 35.73  | 75.85 (11) | 35.73 (29) |             |
| 30                                                  | Viktoria Pavuk       | Hungria        | 33.70  | —          | 33.70 (30) |             |
| Não avançaram para o programa curto                 |                      |                |        |            |            |             |
| 31                                                  | Roberta Rodeghiero   | Itália         | —      | 71.83 (13) |            |             |
| 32                                                  | Sabina Mariuta       | Romênia        | —      | 68.63 (14) |            |             |
| 33                                                  | Kwak Min-Jeong       | Coreia do Sul  | —      | 67.75 (15) |            |             |
| 34                                                  | Birce Atabey         | Turquia        | —      | 67.11 (16) |            |             |
| 35                                                  | Mericien Venzon      | Filipinas      | —      | 66.94 (17) |            |             |
| 36                                                  | Lejeanne Marais      | África do Sul  | —      | 65.99 (18) |            |             |
| 37                                                  | Hristina Vassileva   | Bulgária       | —      | 65.26 (19) |            |             |
| 38                                                  | Melinda Wang         | Taipé Chinesa  | —      | 63.32 (20) |            |             |
| 39                                                  | Clara Peters         | Irlanda        | —      | 60.94 (21) |            |             |
| 40                                                  | Taryn Jurgensen      | Tailândia      | —      | 57.75 (22) |            |             |
| 41                                                  | Mary Ro Reyes        | México         | —      | 54.99 (23) |            |             |
| 42                                                  | Georgia Glastris     | Grécia         | —      | 52.38 (24) |            |             |
| 43                                                  | Marina Seeh          | Sérvia         | —      | 52.20 (25) |            |             |
| 44                                                  | Tiffany Packard Yu   | Hong Kong      | —      | 51.72 (26) |            |             |

### Duplas
| Pos.                                                | Nome                                      | Nacionalidade    | Pontos | PC         | PL          |
| --------------------------------------------------- | ----------------------------------------- | ---------------- | ------ | ---------- | ----------- |
| Medalha de ouro                                     | Aliona Savchenko / Robin Szolkowy         | Alemanha         | 217.85 | 72.98 (2)  | 144.87 (1)  |
| Medalha de prata                                    | Tatiana Volosozhar / Maxim Trankov        | Rússia           | 211.73 | 70.35 (3)  | 140.38 (2)  |
| Medalha de bronze                                   | Pang Qing / Tong Jian                     | China            | 204.12 | 74.00 (1)  | 130.12 (3)  |
| 4                                                   | Yuko Kavaguti / Alexander Smirnov         | Rússia           | 187.36 | 62.54 (5)  | 124.82 (4)  |
| 5                                                   | Vera Bazarova / Yuri Larionov             | Rússia           | 187.13 | 64.64 (4)  | 122.49 (5)  |
| 6                                                   | Caitlin Yankowskas / John Coughlin        | Estados Unidos   | 175.94 | 58.76 (8)  | 117.18 (6)  |
| 7                                                   | Meagan Duhamel / Eri cRadford             | Canadá           | 173.03 | 58.83 (7)  | 114.20 (7)  |
| 8                                                   | Kirsten Moore-Towers / Dylan Moscovitch   | Canadá           | 163.17 | 56.86 (10) | 106.31 (8)  |
| 9                                                   | Narumi Takahashi / Mervin Tran            | Japão            | 160.10 | 59.16 (6)  | 100.94 (10) |
| 10                                                  | Stefania Berton / Ondřej Hotárek          | Itália           | 157.15 | 57.63 (9)  | 99.52 (11)  |
| 11                                                  | Amanda Evora / Mark Ladwig                | Estados Unidos   | 155.91 | 54.64 (11) | 101.27 (9)  |
| 12                                                  | Maylin Hausch / Daniel Wende              | Alemanha         | 149.65 | 53.90 (12) | 95.75 (12)  |
| 13                                                  | Zhang Yue / Wang Lei                      | China            | 147.38 | 52.25 (13) | 95.13 (13)  |
| 14                                                  | Dong Huibo / Wu Yiming                    | China            | 137.75 | 49.29 (14) | 88.46 (14)  |
| 15                                                  | Klára Kadlecová / Petr Bidař              | República Tcheca | 132.51 | 45.20 (15) | 87.31 (15)  |
| 16                                                  | Natalja Zabijako / Sergei Kulbach         | Estônia          | 126.56 | 44.35 (16) | 82.21 (16)  |
| Não avançaram para patinação livre / programa longo |                                           |                  |        |            |             |
| 17                                                  | Stacey Kemp / David King                  | Reino Unido      | 44.14  | 44.14 (17) |             |
| 18                                                  | Adeline Canac / Yannick Bonheur           | França           | 43.92  | 43.92 (18) |             |
| 19                                                  | Lubov Bakirova / Mikalai Kamianchuk       | Bielorrússia     | 38.20  | 38.20 (19) |             |
| 20                                                  | Danielle Montalbano / Evgeni Krasnopolski | Israel           | 37.43  | 37.43 (20) |             |
| 21                                                  | Stina Martini / Severin Kiefer            | Áustria          | 35.34  | 35.34 (21) |             |
| 22                                                  | Alexandra Malakhova / Leri Kenchadze      | Bulgária         | 30.10  | 30.10 (22) |             |

### Dança no gelo
| Pos.                           | Nome                                       | Nacionalidade    | Pontos | RP         | DC         | DL         |
| ------------------------------ | ------------------------------------------ | ---------------- | ------ | ---------- | ---------- | ---------- |
| Medalha de ouro                | Meryl Davis / Charlie White                | Estados Unidos   | 185.27 | —          | 73.76 (2)  | 111.51 (1) |
| Medalha de prata               | Tessa Virtue / Scott Moir                  | Canadá           | 181.79 | —          | 74.29 (1)  | 107.50 (2) |
| Medalha de bronze              | Maia Shibutani / Alex Shibutani            | Estados Unidos   | 163.79 | —          | 66.88 (4)  | 96.91 (3)  |
| 4                              | Nathalie Péchalat / Fabian Bourzat         | França           | 163.54 | —          | 70.97 (3)  | 92.57 (6)  |
| 5                              | Kaitlyn Weaver / Andrew Poje               | Canadá           | 160.32 | 87.22 (1)  | 65.07 (7)  | 95.25 (4)  |
| 6                              | Ekaterina Bobrova / Dmitri Soloviev        | Rússia           | 160.23 | —          | 65.88 (5)  | 94.35 (5)  |
| 7                              | Elena Ilinykh / Nikita Katsalapov          | Rússia           | 154.50 | —          | 65.51 (6)  | 88.99 (10) |
| 8                              | Anna Cappellini / Luca Lanotte             | Itália           | 153.77 | —          | 64.12 (8)  | 89.65 (9)  |
| 9                              | Madison Chock / Greg Zuerlein              | Estados Unidos   | 151.86 | —          | 61.47 (9)  | 90.39 (7)  |
| 10                             | Vanessa Crone / Paul Poirier               | Canadá           | 151.13 | —          | 61.01 (10) | 90.12 (8)  |
| 11                             | Nelli Zhiganshina / Alexander Gazsi        | Alemanha         | 140.95 | 83.67 (2)  | 55.53 (12) | 85.42 (11) |
| 12                             | Pernelle Carron / Lloyd Jones              | França           | 140.86 | —          | 57.68 (11) | 83.18 (12) |
| 13                             | Cathy Reed / Chris Reed                    | Japão            | 133.33 | —          | 54.86 (13) | 78.47 (13) |
| 14                             | Isabella Tobias / Deividas Stagniūnas      | Lituânia         | 131.01 | 77.63 (3)  | 53.16 (14) | 77.85 (14) |
| 15                             | Siobhan Heekin-Canedy / Alexander Shakalov | Ucrânia          | 128.70 | 75.00 (5)  | 52.31 (15) | 76.39 (15) |
| 16                             | Penny Coomes / Nicholas Buckland           | Reino Unido      | 126.29 | —          | 51.75 (17) | 74.54 (16) |
| 17                             | Huang Xintong / Zheng Xun                  | China            | 123.01 | 75.45 (4)  | 52.17 (16) | 70.84 (17) |
| 18                             | Allison Reed / Otar Japaridze              | Geórgia          | 120.11 | 70.90 (6)  | 49.44 (19) | 70.67 (18) |
| 19                             | Charlene Guignard / Marco Fabbri           | Itália           | 120.02 | —          | 49.80 (18) | 70.22 (19) |
| 20                             | Louise Walden / Owen Edwards               | Reino Unido      | 116.52 | 68.58 (9)  | 46.73 (20) | 69.79 (20) |
| Não avançaram para dança livre |                                            |                  |        |            |            |            |
| 21                             | Dora Turoczi / Balazs Major                | Hungria          | 45.41  | —          | 45.41 (21) |            |
| 22                             | Lucie Myslivečková / Matěj Novák           | República Tcheca | 45.02  | 68.96 (8)  | 45.02 (22) |            |
| 23                             | Sara Hurtado / Adrià Díaz                  | Espanha          | 44.98  | 70.26 (7)  | 44.98 (23) |            |
| 24                             | Brooke Frieling / Lionel Rumi              | Israel           | 44.43  | —          | 44.43 (24) |            |
| 25                             | Ramona Elsener / Florian Roost             | Suíça            | 41.58  | 67.94 (10) | 41.58 (25) |            |
| Não avançaram para dança curta |                                            |                  |        |            |            |            |
| 26                             | Kira Geil / Tobias Eisenbauer              | Áustria          | 64.55  | 64.55 (11) |            |            |
| 27                             | Danielle O'Brien / Gregory Merriman        | Austrália        | 63.57  | 63.57 (12) |            |            |
| 28                             | Zsuzsanna Nagy / Mate Fejes                | Hungria          | 58.70  | 58.70 (13) |            |            |
| 29                             | Katelyn Good / Nikolaj Sorensen            | Dinamarca        | 57.04  | 57.04 (14) |            |            |
| 30                             | Corenne Bruhns / Benjamin Westenberger     | México           | 55.51  | 55.51 (15) |            |            |
| 31                             | Kristina Tremasova / Dimitar Lichev        | Bulgária         | 55.37  | 55.37 (16) |            |            |
| 32                             | Lesia Valadzenkava / Vitali Vakunov        | Bielorrússia     | 54.43  | 54.43 (17) |            |            |

## Quadro de medalhas
| Ordem | País           | Medalha de ouro | Medalha de prata | Medalha de bronze |    | Ordem por total |
| ----- | -------------- | --------------- | ---------------- | ----------------- | -- | --------------- |
| 1     | Canadá         | 1               | 1                |                   | 2  | 1               |
| 1     | Japão          | 1               | 1                |                   | 2  | 1               |
| 3     | Estados Unidos | 1               |                  | 1                 | 2  | 1               |
| 4     | Alemanha       | 1               |                  |                   | 1  | 4               |
| 5     | Rússia         |                 | 1                | 1                 | 2  | 1               |
| 6     | Coreia do Sul  |                 | 1                |                   | 1  | 4               |
| 7     | China          |                 |                  | 1                 | 1  | 4               |
| 7     | Itália         |                 |                  | 1                 | 1  | 4               |
| TOTAL | TOTAL          | 4               | 4                | 4                 | 12 | —               |